# Etuda št. 14 (Ligeti)
Etuda za klavir št. 14, »Coloana infinitä (Coloana färä stârsit)« (Neskončen steber) je delo skladatelja Györgyja Ligetija.

V etudi št. 14 se lestvično dvigovanje spiral nadaljuje nepretrgoma skozi vso skladbo, čeprav se pojavi tudi kratek kontrapunkt s trizvoki. Ligeti je imenoval etudo Coloana infinitä šele potem, ko jo je skoraj dokončal. Sklicuje se na 29 metrov visok steber, ki ga je leta 1937 v romunskem mestu Tigru Jiu postavil kipar Constantin Brancusi. Narejen je iz železa in prekrit s srebrom, tako da se na soncu blešči - odseva vedno nove podobe, ki se krčijo in širijo in katerih lebdeča geometrija je videti zmožna neskončnih razsežnosti.
Brancusijeva modularna konstrukcija sestoji iz dveh uspešno združenih piramid, postavljenih izmenjano temelj na temelj in vrh na vrh. Steber v Tigru Jiu ima 16 1/2 modulov  (razširjena poedina piramida na tleh, 16 polnih modulov in polovični modul na vrhu). Dva aspekta tega načrta se kažeta v Ligetijevi etudi:
- prvi: skladba ima 16 1/2 glasbenih modulov, vsak se začenja v nizkem registru in se progresivno vzpenja in se izmenično prepleta, tako da mora pianist spet in spet prekrižati roke.
- drugič: vsak od teh modulov je nekakšen dvigajoč steber not, ki so komponirane v dveh linijah, intervali med temi dvojemkami pa se širijo in ožijo podobno kot oblike Neskončnega stebra.

Karakteristika te glasbe je v latentni sili kaotičnih variant, medtem ko v principu Brancusijevi modeli ostajajo isti. Tako kot spuščajoče se kromatične skale v »Vertigu«, se razširjajoči, ožajoči in dvigujoči vzorci v Coloana infinitä podaljšujejo; začenjajo v levi roki s 44 osminkami in kulminirajo v polnem modulu v desni roki s 129 osminkami.  Osupljiva dolžina tega zadnjega je omogočena (navkljub  očitni omejitvi samo 88 klavirskih tipk) zato ker toni cikcakajo, se izmenoma premikajo gor in dol in se samo dvigujejo kot statistični potek dogodkov. Ta zadnji in najdaljši modul je združen s »pol-modulom« 45 osmink v levi roki in je na koncu bravure označen z dinamično oznako ffffffff ! 16 polnih modulov se na začetkih postopno znižuje in na koncih postopno zvišuje, njihovi začetni toni pa izhajajo iz padajoče celotonske lestvice. Prvi štirje moduli (etuda 14a) se začnejo na C, nato sledijo pari modulov (en v levi, en v desni roki) na B, As, Ges, E, D in C oktavo nižje- vsega skupaj 16 modulov. Kot smo že omenili, še en element prispeva k imenitnosti te glasbe: nastop melodije v akordih in hemiolni ritem 3+2+2+3+2+2+2, ki ga zaslišimo dvakrat v zadnji tretjini skladbe, po  enkrat v vsaki roki. Od vseh Ligetijev etud, ki jih družijo skupne rekurzivne značilnosti (št. 9, 13 in 14) je slednja najbolj preprosto miselno zasnovana in je najčistejša verzija rekurzivne glasbene spirale. Tehnično je tako zahtevna, da je izdana v dveh izdajah, ena je za klavirski avtomat (v povezavi z Nancarrow-om, katerega polimetrične študije za mehanični klavir so vzpodbudile Ligetijeve lastne raziskave. Etuda pa vseeno ni neizvedljiva, prvi se jo je lotil pianist Pierre-Laurent Aimard leta 1993 in kasneje posnel prva dva zvezka etud za založbo Sony. Njegove izvedbe dokazujejo, da Ligetijeve etude sodijo med najbolj domiselne in osupljive dosežke v klavirski glasbi 20. stoletja. 